# Oleg Konsztantyinovics Romanov orosz herceg
Oleg Konsztantyinovics orosz herceg (oroszul: Князь Олег Константинович Романов; Szentpétervár, 1892. november 15./27. – Vilnius, 1914. szeptember 29./október 12.) orosz herceg, költő, az Orosz Cári Hadsereg tisztje.

## Élete
Oleg Konsztantyinovics herceg 1892 novemberében jött világra Konsztantyin Konsztantyinovics nagyherceg és Erzsébet szász–altenburgi hercegnő ötödik gyermekeként, illetve negyedik fiaként. Ő és testvérei III. Sándor cár törvénye értelmében csak hercegi rangot viseltek nagyhercegi helyett, mivel apai nagyapjuk nem volt cár. A törvényt a cári család terebélyesedése és a nagyhercegi címmel járó jelentős állami juttatások tették szükségessé.
Édesapjuk kulturális életet élt, számos költeményt és színdarabot is írt. A nagyherceg azt szerette volna, ha fiai is követik őr irodalmi pályáján, ellenben a hercegek a család elvárásainak megfelelően a hadsereghez csatlakoztak. A cári család férfi tagjaként Oleg Konsztantyinovics is részesült katonai kiképzésben; de végül egyedül ő váltotta valóra apja álmait a pályaválasztással kapcsolatban. 1910 májusában a cári család nemtetszése ellenére Konsztantyin nagyherceg beíratta fiát az Alekszandr Líceumba; így Oleg herceg lett az első olyan Romanov, aki polgári oktatásban részesült. Gyenge egészségi állapota ugyanakkor nem tette lehetővé, hogy ténylegesen is a Líceumba járjon, így otthon tanult magántanároktól, s csak a vizsgák idejéig tartózkodott fizikailag is az intézményben.
Oleg herceg gyermekkorától kezdve rajongott Alekszandr Szergejevics Puskin műveiért. A Líceum könyvtárában számos Puskin-kéziratot őriztek, melyek nyomtatásban való megjelentetését Oleg Konsztantyinovics vetette fel. A herceg támogatta a tudóscsoportot, mely összeült kiválogatni a kéziratokat. Az első kiadvány 1912-ben jelent meg, egy évvel azelőtt, hogy Oleg herceg befejezte az iskolát. A Puskin-gyűjtemény folytatásának tervét az első világháború gátolta meg. Oleg herceg maga is szerzett verseket, írt könyveket. Néhány művét ki is adták, de legtöbb alkotása máig az Orosz Tudományos Akadémia Puskin ház részlegének birtokában van.
1914-ben a herceg eljegyzést kötött távoli unokatestvérével, Nagyezsda Petrovna orosz hercegnővel, Pjotr Nyikolajevics nagyherceg leányával. Egybekelésüket az első világháború és Oleg Konsztantyinovics halála akadályozta meg. A hercegnő később Nyikolaj Vlagyimirovics Orlov herceghez.
Az első világháború kitörésekor Oleg herceg és fivérei az elsők között voltak, akik ténylegesen is a frontra vonultak. Oleg Konsztantyinovics a nyugati frontra, Kelet-Poroszország határához került. 1914. október 10-én egy német állás ellen vezetett támadás közben a herceg súlyosan megsebesült. október 11-én Vilniusba szállították, ahol operáción esett át, de a vérmérgezést nem tudták megelőzni. Édesapja még aznap a kórházba érkezett, és a csatatéren tanúsított hősiességéért a Szent György-rend kitüntetését adta át a hercegnek. Oleg Konsztantyinovics herceg másnap, 1914. október 12-én hunyt el; utolsó szavai ezek voltak: „Olyan boldog vagyok… Az, hogy tudják, hogy a cári család nem fél vérét ontani, majd felbátorítja a csapatokat”. Saját óhajának megfelelően a moszkvai Ruza folyó partján temették el. 1915-ben az épületet, ahol meghalt, őutána nevezték el.